# Natalie Dessayová
Natalie Dessayová, nepřechýleně Natalie Dessay, roz. Nathalie Dessaix (* 19. dubna 1965 Lyon) je francouzská pěvkyně. Až do roku 2013 vynikala na operních scénách jako koloraturní sopranistka, poté se rozhodla věnovat chansonu.

## Život
Narodila se v Lyonu, ale vyrostla v Bordeaux. Chtěla se stát baletkou a později herečkou, ale sen vystupovat na scéně si splnila po studiích zpěvu na konzervatoři v Bordeaux. Krátce působila ve sboru opery v Toulouse, než se začala prosazovat jako sólistka. Získala druhou cenu na francouzské soutěži Councours des Voix nouvelles v roce 1989 a hlavní cenu na Mezinárodní Mozartově soutěži ve Vídeňské státní opeře v roce 1991. Tím začala její mezinárodní kariéra, během které vystupovala na všech největších světových scénách, včetně Metropolitní opery v New Yorku, La Scaly v Miláně nebo Pařížské opery, stálé angažmá měla ve Vídni.
Od roku 2002 do roku 2005 přerušila kariéru ze zdravotních důvodů, v té době dvakrát podstoupila operaci hlasivek kvůli odstranění cyst. V té době přehodnotila svůj přístup ke zpěvu a změnila svou pěveckou techniku. Po návratu se znovu zařadila do světové operní špičky a vytvořila další významné kreace. Na začátku své dráhy se na scéně setkávala například s Plácidem Domingem, později to byli kupříkladu Rolando Villazón nebo Jonas Kaufman.
V roce 2013 v rozhovoru pro deník Le Figaro potvrdila, že ukončí kariéru operní pěvkyně a bude se věnovat chansonu. Její poslední operní rolí byla Manon ve stejnojmenné opeře Julese Masseneta. Dále často spolupracuje se skladatelem Michelem Legrandem.

## Dílo
V repertoáru měla např. roli Violetty v opeře La traviata, titulní postavu v Lucii z Lammermooru, Marii v Dceři pluku, Aminu v Náměsíčné, Paminu v Kouzelné flétně, Manon, Julii a další. Vystupovala ale také v rolích oper přelomu 19. a 20. století nebo ještě pozdnějších (např. v operách Richarda Strausse Arabella nebo Mlčenlivá žena, v Debussyho Péleovi a Mélisandě nebo ve Stravinského Slavíkovi), na druhou stranu vynikala i v kompozicích Bachových nebo Händelových.
Nahrála recitálové album Vocalise, za které získala cenu Classique d'Or televizní společnosti RTL. Nahraná jsou její ztvárnění postavy Lucie z Lammermooru, a to jak ve francouzském, tak italském jazyce. Dvojalba Le Miracle d'une voix z roku 2006 se prodalo více než 250 tisíc kopií.
Její vystoupení byla kladně hodnocena zejména pro její dramatické nadání a inteligenci. V roce 2008 získala Cenu Laurence Oliviera za vynikající úspěchy v opeře, a to za několik vystoupení v titulní roli v Lucii di Lammermoor na scéně londýnské Královské opery. V dubnu 2010 obdržela čestný titul rakouské komorní pěvkyně. V červenci 2011 se stala rytířkou Řádu čestné legie.

## Soukromý život
Písmeno „h“ ze svého křestního jména vynechala podle herečky Natalie Wood, psaní příjmení si zjednodušila na střední škole.
Je vdaná za barytonistu Laurenta Naouriho a mají dvě děti. Kvůli sňatku s Naourim konvertovala k judaismu. Žijí na předměstí Paříže.